# Russische Annexion der Süd- und Ostukraine

Okkupierte Gebiete

Die russische Annexion der Süd- und Ostukraine begann 2014 mit der Halbinsel Krim und wurde nach dem russischen Überfall auf die Ukraine am 30. September 2022 ausgeweitet, als die Regierung Russlands auch unklar abgegrenzte Teile der vier ukrainischen Oblaste Cherson (inkl. der Kinburn-Halbinsel/Mykolajiw), Donezk, Luhansk und Saporischschja einseitig als der Russischen Föderation zugehörig proklamierte.
Die vor der Annexion durchgeführten „Referenden“ gelten völkerrechtlich als nichtig, da sie sich aus einem völkerrechtswidrigen Angriffskrieg ergaben und unter Organisation der Russischen Föderation auf ukrainischem Staatsgebiet abgehalten wurden. Die darauf folgende Annexion wurde von den Vereinten Nationen und 143 Staaten der Weltgemeinschaft als illegal benannt und verurteilt.

## Hintergrund
Als Ministerpräsident von Russland kündigte Wladimir Putin bereits im Jahr 2009 an, dass die Ukraine im Falle eines Beitritts zur NATO „dies ohne die Krim und den Osten tun“ werde. Fünf Jahre später ließ er (inzwischen wieder als Präsident) im Februar und März 2014 das russische Militär auf der Halbinsel Krim einrücken. Russland annektierte die Halbinsel nach einem völkerrechtswidrigen Referendum, bei dem laut russischen Angaben 95,5 % der Wahlteilnehmer für einen Anschluss stimmten. Im April 2014 proklamierten zudem von Russland unterstützte Separatisten in der Ostukraine die Gründung der Volksrepublik Donezk in der Oblast Donezk und der Volksrepublik Lugansk in der Oblast Luhansk.
In dem am 12. Juli 2021 veröffentlichten Essay Putins Zur historischen Einheit von Russen und Ukrainern stellte der russische Staatschef die Existenz der Ukraine als eigene Nation infrage. Am 21. Februar 2022 erkannte Russland schließlich die beiden „Volksrepubliken“ im Osten der Ukraine als unabhängige Staaten an, dem folgten weltweit lediglich Syrien (22. Februar) und Nordkorea (13. Juli). Russland betonte zugleich, keinen Anschluss der Gebiete an Russland zu planen. Drei Tage später begann Russland mit der umfassenden Invasion in der Ukraine, in deren Zuge weitere Gebiete dieser Oblaste, aber vor allem große Teile der Oblaste Cherson und Saporischschja, erobert wurden. Nach Gebietsverlusten für Russland sollten Ende September 2022 in allen russisch besetzten Gebieten kurzfristig angeordnete Scheinreferenden über einen Beitritt zur Russischen Föderation durchgeführt werden.

## Scheinreferenden

### Ablauf und Umstände
Am 20. September 2022 wurden in den selbsternannten „Volksrepubliken“ Donezk und Lugansk sowie in allen russisch besetzten Gebieten der Regionen Cherson und Saporischschja für den Zeitraum vom 23. bis 27. September „Referenden“ über den Beitritt zur Russischen Föderation angekündigt. Nur Tage zuvor hatten dieselben russischen Stellen aus Sicherheits- und prinzipiellen Gründen Referenden ausgeschlossen – diese Willkür zeige, dass es dem Kreml sehr wenig um die Bevölkerung ginge, so ein Kommentar der Moscow Times. Mit der Annexion beabsichtige das russische Regime vielmehr eine Sicherung seiner Kriegsgewinne vor dem Hintergrund der laufenden Befreiung russisch besetzter Gebiete durch die Ukraine, also eine „Neuerfindung von angeblichen roten Linien“, wie es ein Kommentar auf Meduza formulierte. Der Politologe Oleg Ignatov meinte auf dem russischen Dienst der BBC, dass aus der Form und dem Ablauf dieser „Referenden“ ersichtlich sei, dass diese „keine Referenden, sondern eine PR-Aktion“ seien. Der eigentliche Hauptzweck, glaubte Ignatow, sei die Rechtfertigung der Fortsetzung des Krieges „vor allem für die russische Gesellschaft“ sowie eine Rechtfertigung für die Mobilmachung in Russland am 21. September. Gwendolyn Sasse erklärte laut der Tagesschau, Russlands Teilmobilmachung sei direkt mit den Scheinreferenden verknüpft; deren Ankündigung zeige den Rechtfertigungsdruck, unter dem Putin innenpolitisch stehe.

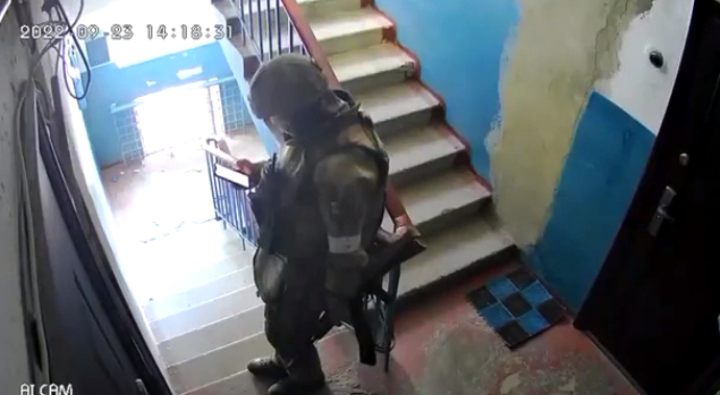
Russischer Militärangehöriger während des Referendums in einem Wohnhaus (23. September 2022)

Einen Wahlkampf oder öffentliche Debatten gab es nicht. Wegen der geringen Anzahl freiwilliger Wahlteilnehmer wurden die Abstimmungen teilweise auf der Straße, in improvisierten „Wahllokalen“ (u. a. an Eingängen von Wohnhäusern und Märkten) und bei Hausbesuchen durchgeführt. Dabei wurden vielfach gläserne Wahlurnen verwendet. Aus Russland angereiste „Wahlhelfer“ gingen in Begleitung bewaffneter Soldaten von Tür zu Tür, um die Hausbewohner zur Wahlteilnahme „aufzufordern“. Teilweise wurde dabei versucht, die Stimmabgabe durch Drohung oder Bestechung zugunsten eines Anschlusses zu beeinflussen. Laut einem Bericht der Deutschen Welle sind Beschäftigte kommunaler Einrichtungen dazu gezwungen worden, mehrmals an unterschiedlichen Orten abzustimmen. In den „Volksrepubliken“ Donezk und Lugansk wurde auf die Öffnung der Wahllokale weitgehend verzichtet. Dort war die Wahlteilnahme mit Ausnahme des letzten Wahltages, an dem Wahllokale geöffnet waren, ausschließlich durch Hausbesuche der pro-russischen Behördenvertreter möglich. Bei den Hausbesuchen und in den improvisierten „Wahllokalen“ auf der Straße und in Gebäudeeingängen hatten die Wähler bei ihrer Stimmabgabe keine Möglichkeit einer geheimen Wahl. In den „Volksrepubliken“ Donezk und Lugansk wurde nach drei Wahltagen eine Rekordbeteiligung von bis zu 87 Prozent – mit über einer Million Teilnehmer – angegeben. Tatsächlich jedoch waren bereits vor den Referenden viele Menschen aus den russisch besetzten Gebieten „evakuiert“ (d. h. deportiert) worden. So meldeten russische Medien im August 2022, dass bis dahin insgesamt 3,4 Millionen Ukrainer in die Russische Föderation „eingereist“ seien.
Nach Angaben des ukrainischen Militärgouverneurs des Gebiets Luhansk Serhij Hajdaj meldeten die russischen Besatzungsverwaltungen aus komplett zerstörten und fast vollständig verlassenen Städten des Gebiets (Lyssytschansk, Sjewjerodonezk und Rubischne) dennoch Wahlbeteiligungen von etwa 50 Prozent.
Während des Scheinreferendums kontrollierte Russland nach Angaben der staatlichen russischen Nachrichtenagentur RIA 73 % des Territoriums der Oblast Saporischschja, nicht unter russischer Besatzung stand z. B. die Gebietshauptstadt Saporischschja, weshalb dort nicht abgestimmt wurde. Nach einer am 29. September 2022 veröffentlichten DPA-Meldung kontrollierten „russische Truppen und die Separatistenverbände rund 58 Prozent des ostukrainischen Gebiets Donezk“, die Oblaste Cherson und Luhansk standen während der dort stattgefundenen Scheinreferenden fast vollständig unter Kontrolle der russischen Armee, inklusive ihrer Hauptstädte.

### Stimmzettel

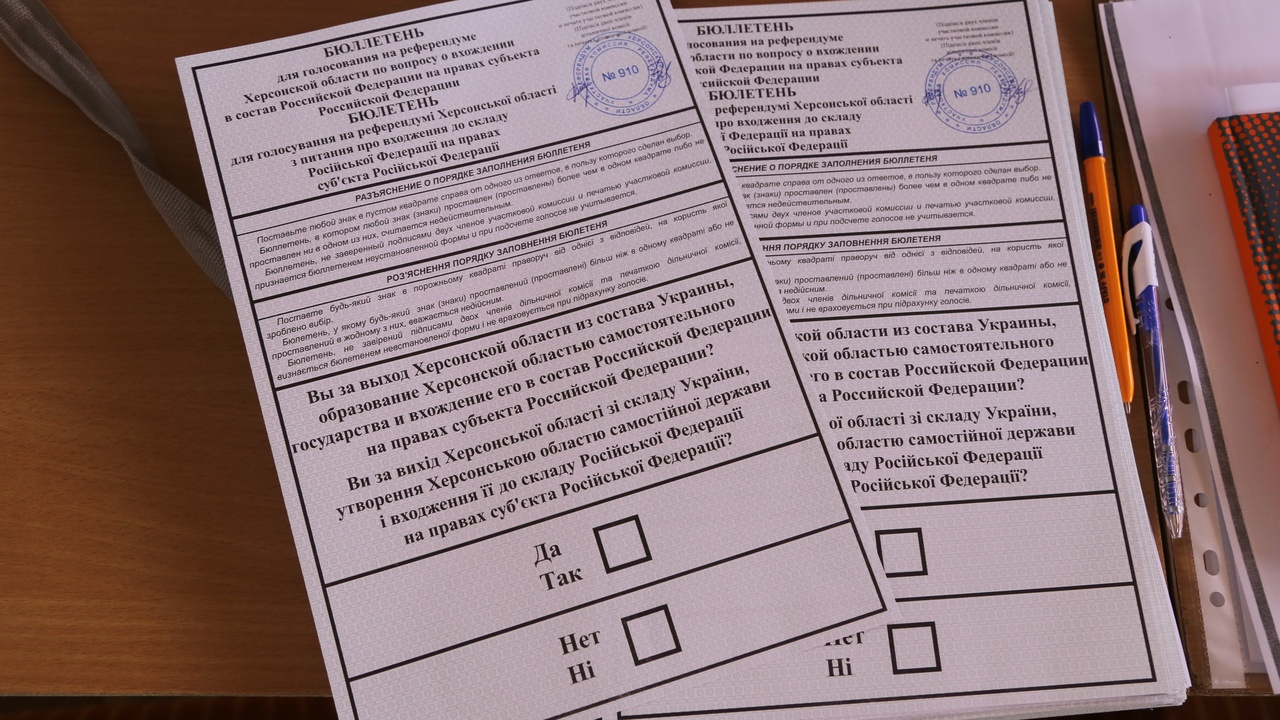
Stimmzettel zum Referendum in den besetzten Gebieten der Oblast Cherson

Die in den ukrainischen Oblasten Cherson und Saporischschja von den russischen Besatzungsverwaltungen ausgehändigten Stimmzettel waren zweisprachig (russisch und ukrainisch) und stellten folgende Frage:

«Вы за выход [Херсонской/Запорожской] области из состава Украины, образование [Херсонской/Запорожской] областью самостоятельного государства и вхождение её в состав Российской Федерации на правах субъекта Российской Федерации?»

«Ви за вихід [Херсонської/Запорізької] області зі складу України, освіту [Херсонською/Запорізькою] областю самостійної держави та входження її до складу Російської Федерації на правах суб'єкта Російської Федерації?»

„Sind Sie für den Austritt der Oblast [Cherson/Saporischschja] aus der Ukraine, die Umwandlung der Oblast [Cherson/Saporischschja] in einen selbständigen Staat und ihre Eingliederung in die Russische Föderation mit den Rechten eines Subjekts der Russischen Föderation?“

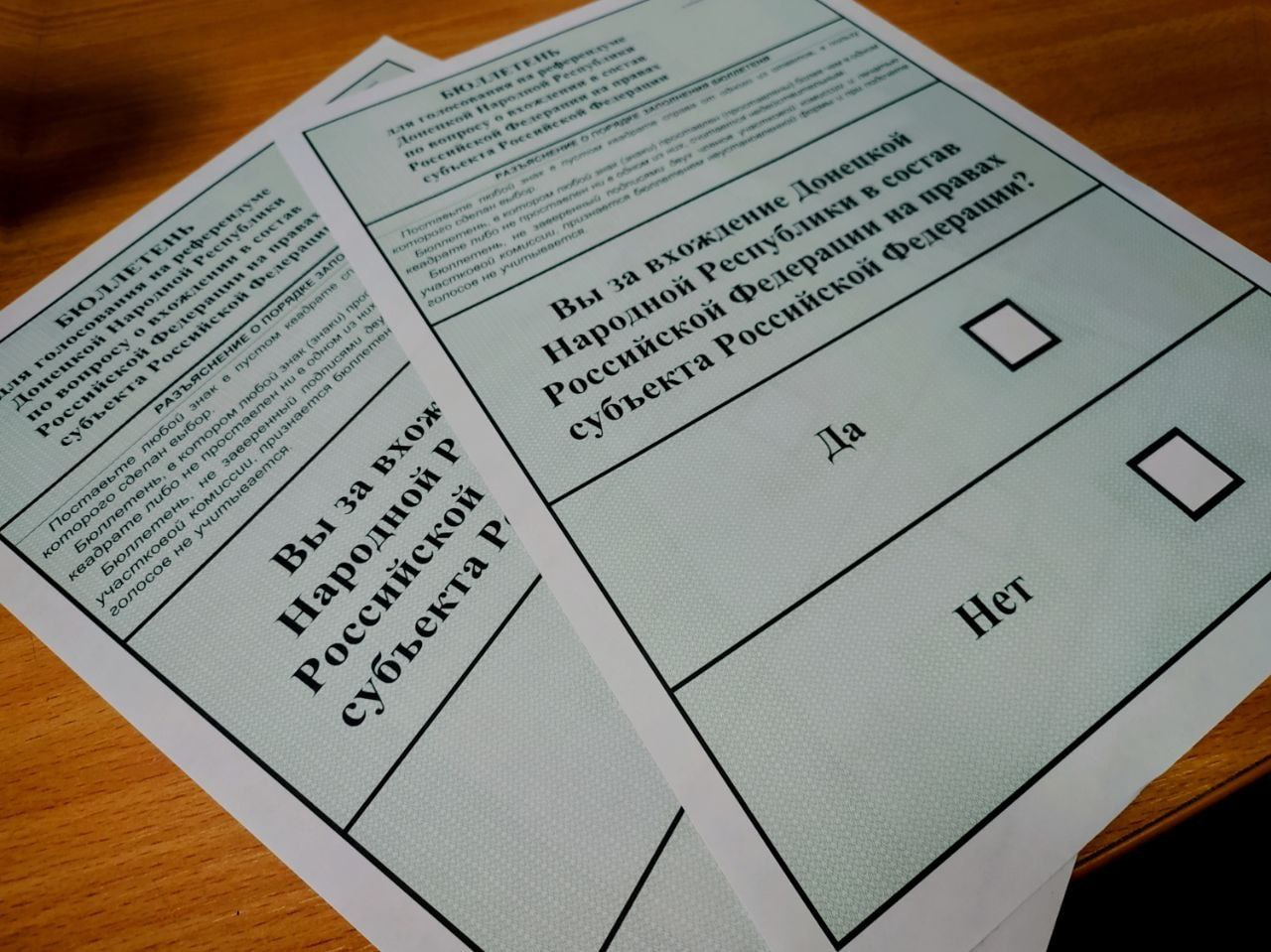
Stimmzettel zum Referendum in den besetzten Gebieten der Oblast Donezk

Die in den Gebieten Donezk und Lugansk ausgehändigten Stimmzettel waren einsprachig (russisch) und stellten folgende Frage:

«Вы за вхождение [Донецкой/Луганской] Народной Республики в состав Российской Федерации на правах субъекта Российской Федерации?»

„Sind Sie für die Eingliederung der Volksrepublik [Donezk/Lugansk] in die Russische Föderation mit den Rechten eines Subjekts der Russischen Föderation?“

### Ergebnisse
|                                      | „Volksrepublik Lugansk“ (Oblast Luhansk) | „Volksrepublik Donezk“ (Oblast Donezk) | Oblast Saporischschja | Oblast Cherson    |
| ------------------------------------ | ---------------------------------------- | -------------------------------------- | --------------------- | ----------------- |
| Ja-Stimmen                           | 1.636.302 (98,42 %)                      | 2.116.800 (99,23 %)                    | 430.268 (93,11 %)     | 497.501 (87,05 %) |
| Nein-Stimmen                         | 4.938 (0,29 %)                           | 16.555 (0,78 %)                        |                       | 68.832 (12,05 %)  |
| Ungültige Stimmen                    |                                          |                                        |                       | 0,9 %             |
| Abgegebene Stimmen (Wahlbeteiligung) | 1.662.607 (94,15 %)                      | 2.131.207 (97,51 %)                    | 541.093 (85,4 %)      | 571.001 (76,86 %) |

Die Ergebnisse lassen sich nicht objektiv überprüfen und sind als Scheinwahl einzustufen.

## Annexion

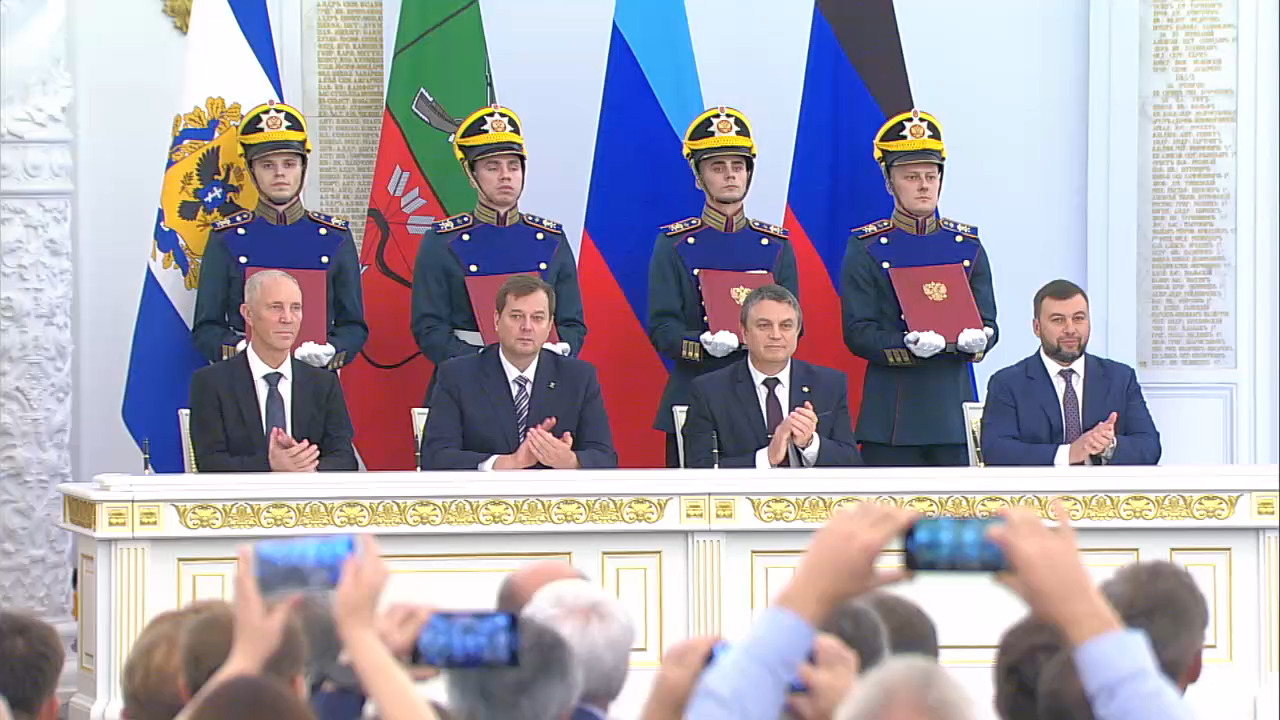
Die von Russland eingesetzten Chefs der vier Regionen bei der Zeremonie zum Anschluss (v. l. n. r.): Saldo (Cherson), Balyzkyj (Saporischschja), Passetschnik (Lugansk), Puschilin (Donezk), jeweils vor den von Russland vergebenen Flaggen der Regionen

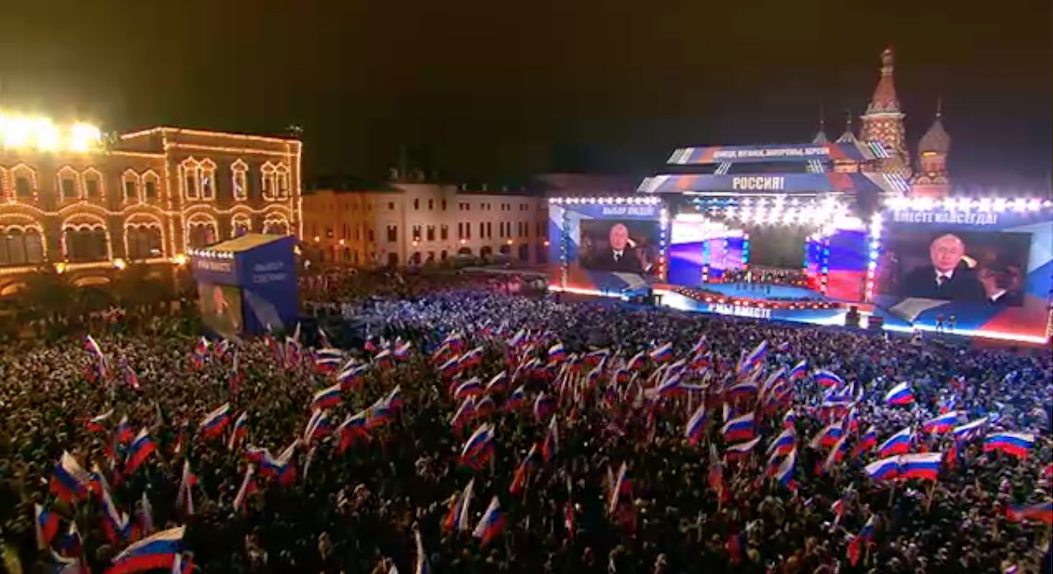
Festival zur Feier des Anschlusses auf dem Roten Platz (30. September 2022)

Am 29. September 2022 unterzeichnete Präsident Wladimir Putin Dekrete, nach denen die Russische Föderation die Oblaste Cherson und Saporischschja als „unabhängige Territorien“ anerkannte. Noch am selben Tag kündigte die russische Regierung für den Folgetag (30. September) den „Anschluss“ der ukrainischen Regionen an das russische Staatsgebiet an. Sie gelten dort seither als eigenständige Föderationssubjekte. Eine entsprechende Deklaration wurde in Moskau bei einer offiziellen Zeremonie in Anwesenheit der von Russland eingesetzten Milizführer der vier Regionen (Jewhen Balyzkyj, Leonid Passetschnik, Denis Puschilin und Wolodymyr Saldo) vom russischen Präsidenten Putin unterzeichnet. Anschließend fand ein Festival zur Feier des Anschlusses mit Auftritten diverser nationalistischer Stars auf dem Roten Platz statt.
Wenige Stunden vor der Annexion teilte der russische Regierungssprecher Dmitri Peskow mit, dass noch Klärungsbedarf bezüglich des Grenzverlaufs der Regionen Cherson und Saporischschja bestehe. Die „Volksrepubliken“ Donezk und Lugansk würden laut Peskow „in den Grenzen von 2014“ als russische Gebiete anerkannt. Außerdem erklärte Peskow, dass ein Angriff auf das neu annektierte Gebiet als Angriff auf Russland gewertet werde.
Am 2. Oktober 2022 erklärte das Verfassungsgericht von Russland die Annexion für verfassungsgemäß. Es erklärte dabei, die „willkürlichen Entscheidungen der Sowjetregierung“ korrigieren zu wollen, und behauptete, dass durch die Annexion eine weit verbreitete Unterdrückung von Russen in der Ukraine verhindert würde. Bis zum 1. Januar 2026 befänden sich die Regionen in einer „Übergangsphase“.
Am 3. Oktober 2022 ratifizierte die Duma formal die Annexionsverträge. Insgesamt seien dabei für den Anschluss der einzelnen Regionen jeweils 409 bis 413 Ja-Stimmen abgegeben worden – obwohl nur 408 Abgeordnete anwesend waren. Der Duma-Vorsitzende Wjatscheslaw Wolodin erklärte dies mit einer „technischen Panne“, ohne aber die Abstimmung zu wiederholen: Man solle sich nicht „um eine Stimme mehr oder weniger“ Gedanken machen. Laut Regierungssprecher Dmitri Peskow ist bei den Regionen Cherson und Saporischschja zudem der Grenzverlauf weiter ungeklärt; dies werde man „mit den Einwohnern dieser Regionen diskutieren“.
Am 4. Oktober 2022 stimmte der Föderationsrat der Aufnahme der vier Gebiete in die Russische Föderation zu. Einen Tag später unterzeichnete Präsident Putin die Gesetze zur Eingliederung der vier Gebiete. Eine Zuordnung zu einem Föderationskreis erfolgte allerdings bislang nicht (Stand März 2023).
Nach der Beendigung der russischen Besatzung von Cherson und der Einnahme der Stadt durch die ukrainischen Truppen Anfang November 2022 herrschte dort laut der BBC spürbare Erleichterung über die Befreiung.
Mit der Annexion einher ging eine Russifizierung; so wurde bspw. die ukrainische Sprache aus den Lehrplänen der Schulen entfernt bzw. der Lehrplan der Schulen auf russische Bildungsstandards umgestellt. Bis Mai 2023 wurden nach offiziellen russischen Angaben in der annektierten Süd- und Ostukraine 1,5 Millionen russische Staatsbürgerschaften vergeben. Zudem gibt es neue russische Kfz-Kennzeichen.

## Rechtliche Einschätzung und Reaktionen
Die Annexion erfolgte nach international verurteilten Scheinreferenden; unter den Bedingungen des Krieges und der Besatzungsherrschaft war keine freie und geheime Wahl möglich, zumal nicht alle Einwohner der Regionen überhaupt abstimmen konnten (Verstoß gegen das allgemeine Wahlrecht). Da sich die Referenden aus einem völkerrechtswidrigen Angriffskrieg ergaben und von der Russischen Föderation organisiert auf ukrainischem Staatsgebiet abgehalten wurden, sind sie aus völkerrechtlicher Sicht rechtswidrig und somit nichtig (siehe Hoover-Stimson-Doktrin).
UN-Generalsekretär António Guterres bezeichnete am 29. September den russischen Annexionsplan als „einen illegalen Schritt, einen Verstoß gegen das Völkerrecht, der verurteilt werden sollte“. Rosemary DiCarlo, Untergeneralsekretärin der Vereinten Nationen für Politik und Friedenskonsolidierung, erklärte das Referendum für völkerrechtswidrig: „Einseitige Aktionen, die darauf abzielen, der versuchten gewaltsamen Aneignung des Territoriums eines anderen Staates einen Schein der Legitimität zu verleihen, während sie vorgeben, den Willen des Volkes zu repräsentieren, können nach internationalem Recht nicht als legal angesehen werden.“ Im Sicherheitsrat der Vereinten Nationen legte Russland als ständiges Mitglied des Rates ein Veto gegen eine Resolution ein, mit der die Annexion als Völkerrechtsbruch verurteilt werden sollte.
NATO-Generalsekretär Jens Stoltenberg verurteilte am 30. September 2022 den russischen Annexionsplan als „illegalen und illegitimen Landraub“ und bezeichnete ihn als die „schwerwiegendste Eskalation seit Beginn des Krieges“. Die NATO werde dem „nuklearen Säbelrasseln“ Russlands nicht nachgeben und ein Einsatz von Nuklearwaffen werde für Russland „ernste Konsequenzen“ haben. Die Ukraine habe das Recht, die besetzten Gebiete zurückzuerobern.
Wenige Stunden nach der Annexionsproklamation der russischen Staatsführung beantragte der Präsident der Ukraine, Wolodymyr Selenskyj, am 30. September 2022 eine beschleunigte Aufnahme der Ukraine in die NATO. Bereits am 7. August 2022 hatte Selenskyj geäußert: „Wenn die Besatzer den Weg der Pseudoreferenden einschlagen, werden sie sich jede Chance auf Gespräche mit der Ukraine und der freien Welt verschließen, die die russische Seite irgendwann eindeutig brauchen wird.“ Nachdem Selenskyj die russische Staatsführung wiederholt davor gewarnt hatte, dass im Falle von Annexionen der Süd- und Ostukraine Friedensverhandlungen unmöglich würden, erließ er am 4. Oktober ein Dekret, das Verhandlungen mit Russland verbietet, solange es von Wladimir Putin geführt wird.

Abstimmungsverhalten bei der Resolution der UNO-Vollversammlung zur russischen Annexion vom 12. Oktober 2022

Am 12. Oktober verurteilte die Generalversammlung der Vereinten Nationen in einer Dringlichkeitssitzung mit einer Resolution die „versuchte illegale Annexion“ mit 143 von 193 Stimmen (Resolution ES-11/4 der UN-Generalversammlung). Lediglich Belarus, Nicaragua, Nordkorea und Syrien stellten sich an Russlands Seite; China, Indien und 33 weitere Staaten, vor allem aus Afrika, enthielten sich, zehn Staaten blieben der Abstimmung fern.
Am 23. Februar 2023 stimmten 141 Mitglieder der UN-Vollversammlung für eine Resolution zum Ende des Krieges und den Rückzug Russlands aus seinem Nachbarland (Resolution ES-11/6 der UN-Generalversammlung). Sieben UN-Mitglieder stimmten dagegen (Belarus, Eritrea, Mali, Nicaragua, Nordkorea, Russland und Syrien), 32 enthielten sich (darunter u. a. wieder China und Indien), 13 waren abwesend.
Eine Reihe von Staaten leisteten bereits seit 2014, dem Beginn der russischen Aggressionen, Hilfen für die Ukraine. Diese erfährt seit dem Überfall und den Annexionen verstärkt Unterstützung insbesondere finanzieller, humanitärer und militärischer, aber auch diplomatischer Art (siehe dazu Liste von Auslandshilfen für die Ukraine seit 2014).